# Liste von Kommunitäten
Eine Kommunität (lat.: communitas) auch Gemeinschaft oder Gemeinwesen ist eine religiös ausgerichtete Lebensgemeinschaft von Menschen. In dieser Liste sind einige Kommunitäten aufgeführt.

## Deutschland
| Liste von Kommunitäten                                            |                                           |                                                         |               |                                                                                     |
| Name                                                              | Konfessionszuordnung                      | Sitz der Kommunität                                     | Gründungsjahr | Trägerschaft                                                                        |
| Basisgemeinde Wulfshagenerhütten                                  | evangelisch/ökumenisch                    | Tüttendorf bei Kiel                                     | 1973          | eingetragener Verein                                                                |
| Brüderlicher Kreis                                                | evangelisch                               | Clausthal-Zellerfeld                                    | 1959          | eigenständig                                                                        |
| Bruderschaft St. Jakobus                                          | ökumenisch                                | Düsseldorf                                              | 1959          | eingetragener Verein                                                                |
| Brüderstation vom gemeinsamen Leben                               | evangelisch                               | Stuttgart                                               |               |                                                                                     |
| Christusbruderschaft Falkenstein                                  | evangelisch/ökumenisch                    | Falkenstein                                             | 1984          | eingetragener Verein                                                                |
| Christusträger-Bruderschaft                                       | evangelisch                               | Kloster Triefenstein                                    | 1961          | eingetragener Verein                                                                |
| Christusträger-Schwesternschaft                                   | evangelisch/ökumenisch                    | Braunsbach                                              | 1961          | eingetragener Verein                                                                |
| Communitas Agnus Dei                                              | christlich-katholisch                     | Burg Frauenberg (Bodman)                                | 1980          | eigenständig                                                                        |
| Communität Casteller Ring                                         | evangelisch-lutherisch                    | Schwanberg (Steigerwald)                                | 1950          | eingetragener Verein                                                                |
| Communität Christusbruderschaft Selbitz                           | evangelisch/ökumenisch                    | Selbitz                                                 | 1948          | Stiftung (2002)                                                                     |
| Communität und Geschwisterschaft Koinonia                         | evangelisch                               | Göttingen                                               | 1976/1984     | eigenständig                                                                        |
| Diakonissen-Kommunität Zionsberg                                  | evangelisch                               | Scherfede                                               | 1958          | eingetragener Verein                                                                |
| Evangelisch-Lutherische Gebetsbruderschaft                        | evangelisch                               | Berlin                                                  | 1991          | eigenständig                                                                        |
| Evangelische Bruderschaft Kecharismai                             | evangelisch                               | Dettingen an der Erms                                   |               |                                                                                     |
| Evangelische Lebensgemeinschaft Leipzig                           | evangelisch                               | Leipzig                                                 | 1988          | eigenständig, angegliedert an die Kommunität Adelshofen                             |
| Evangelische Lukas-Communität                                     | evangelisch                               | Hannover                                                | 1974          | eigenständig                                                                        |
| Evangelische Kanaan-Franziskus-Bruderschaft                       | evangelisch                               | Darmstadt                                               | 1947          | Korporation mit Evangelische Marienschwesternschaft Darmstadt                       |
| Evangelische Marienschwesternschaft Darmstadt                     | evangelisch                               | Darmstadt                                               | 1947          | eingetragener Verein                                                                |
| Evangelischer Schwesternkonvent „Lumen Christi“                   | evangelisch                               | Forchheim                                               | 1977          | eingetragener Verein                                                                |
| Friedensauer Schwesternschaft                                     | Freikirche der Siebenten-Tags-Adventisten | Friedensau / Krankenhaus Waldfriede (Berlin-Zehlendorf) | 1901–2008     | Inkorporation mit dem Deutschen Verein für Gesundheitspflege e. V.                  |
| Gemeinschaft Chemin Neuf                                          | röm.-kath.                                | Berlin                                                  | 1973          | eingetragener Verein                                                                |
| Irenenring                                                        | evangelisch                               | Stuttgart                                               | 1948–2005     | eingetragener Verein                                                                |
| Jesuiten-Kommunität                                               | röm.-kath.                                | Ordensprovinz Deutschland                               | 2004          | Provinziat in München                                                               |
| Jesus-Bruderschaft                                                | ökumenisch                                | Kloster Gnadenthal                                      | 1961          | eingetragener Verein                                                                |
| Kleine Kommunität der Geschwister Jesu                            | röm.-kath.                                | Pegnitz                                                 | 1994          | Erzbistum Bamberg                                                                   |
| Kommunität Kloster Barsinghausen                                  | evangelisch                               | Kloster Barsinghausen                                   | 1954          | eingetragener Verein                                                                |
| Kommunität Beuggen                                                | ökumenisch                                | Schloss Beuggen, Rheinfelden (Baden)                    | 2005          | eingetragener Verein                                                                |
| Kommunität Grimnitz                                               | evangelisch                               | Joachimsthal                                            | 1997          | eingetragener Verein                                                                |
| Kommunität Alberto Hurtado                                        | katholisch                                | München-Sendling                                        | 2007          | Deutsche Ordensprovinz der Jesuiten                                                 |
| Kommunität Imshausen                                              | ökumenisch                                | Imshausen                                               | 1955          | eigenständig                                                                        |
| Kommunität Jesu Weg                                               | evangelisch/ökumenisch                    | Stadtlauringen/Schloss Craheim                          | 1973          | eingetragener Verein                                                                |
| Kommunität St. Michael                                            | evangelisch                               | Cottbus                                                 | 1999          | eigenständig                                                                        |
| Kommunität Venio                                                  | röm.-kath.                                | München                                                 | 1926          | eigenständig                                                                        |
| Laiengemeinschaft der Familiaritas                                | evangelisch-lutherisch                    | Kloster Amelungsborn                                    | 1960          | Körperschaft der Evangelisch-Lutherischen Kirche Hannover                           |
| Lebenszentrum Adelshofen                                          | evangelisch                               | Adelshofen                                              | 1962          | eingetragener Verein                                                                |
| LechLecha – Kommunität in Barnim                                  | evangelisch                               | Wandlitz                                                | 2003          | eingetragener Verein                                                                |
| Schwestern- und Bruderschaft der Malche Missionshaus Malche e. V. | evangelisch                               | Bad Freienwalde (Oder)                                  |               | eingetragener Verein                                                                |
| Offensive Junger Christen (OJC)                                   | evangelisch/ökumenisch                    | Reichelsheim                                            | 1968          | eingetragener Verein                                                                |
| Priorat Sankt Wigberti                                            | evangelisch                               | Werningshausen                                          | 1967          | eingetragener Verein                                                                |
| Rogate-Kloster St. Michael                                        | evangelisch                               | Berlin                                                  | 2010          | Gemeinschaft in der Evangelischen Kirche Berlin-Brandenburg-schlesische Oberlausitz |
| Sankt-Johannis-Konvent vom gemeinsamen Leben                      | evangelisch                               | Pommelsbrunn                                            | 1947          |                                                                                     |
| Schniewind-Haus-Schwesternschaft                                  | evangelisch                               | Schönebeck (Elbe)                                       | 1914/1955     | eingetragener Verein                                                                |
| Schwesternschaft vom Trinitatis-Ring                              | evangelisch                               | Leipzig                                                 | 1977          | eingetragener Verein                                                                |

## Weitere Länder
| Liste von Kommunitäten   |                                |                                             |               |                                                      |
| Name                     | Sitz der Kommunität            | Konfessionszuordnung                        | Gründungsjahr | Trägerschaft und Anmerkungen                         |
| Communauté de Taizé      | Taizé (Frankreich)             | ökumenisch                                  | 1949          | eigenständig                                         |
| Corrymeela Community     | Ballycastle (Nordirland)       | ökumenisch                                  | 1964          | eigenständig                                         |
| Iona-Kommunität          | Govan (Schottland)             | Church of Scotland, ökumenisch              | 1938          | eigenständig                                         |
| Communauté de Grandchamp | Areuse (Schweiz)               | evangelisch (Schweizer Reformierte Kirchen) | 1952          | eigenständig                                         |
| Communauté Don Camillo   | La Tène (Schweiz)              | evangelisch                                 | 1977          | eigenständig                                         |
| Kommunität Nidelbad      | Nidelbad, Rüschlikon (Schweiz) | ökumenisch                                  | 1908          | eingetragener Verein: Schweizerischer Diakonieverein |
| Philippus-Brüder         | Riehen (Schweiz)               | ökumenisch                                  | 1998          | eingetragener Verein                                 |